# Crenstil Nanbanyin
Crenstil Nanbanyin (ur. 9 kwietnia 1961) – piłkarz ghański grający na pozycji bramkarza.

## Kariera klubowa
W swojej karierze Nanbanyin grał w klubie Obuasi Goldfields.

## Kariera reprezentacyjna
W 1996 roku Nanbanyin został powołany do reprezentacji Ghany na Puchar Narodów Afryki 1996. Na nim nie rozegrał żadnego meczu, a Ghana zajęła na nim 4. miejsce.